# Tom Mann
Tom Mann   (Lewisham, 15 d'abril de 1856 - 13 de març de 1941) va ser un sindicalista i líder socialista britànic, fill d'un llibreter. Va destacar com a organitzador i orador popular del moviment obrer.

## Biografia
Mann va néixer el 15 d'abril de 1856 a Grange Road, Longford, ara un suburbi de Coventry. Va assistir a l'escola de sis a nou anys, i després va començar a treballar fent feines a una granja. Un any més tard va començar a treballar a les mines Victoria Collieryes. El 1870, la família es va traslladar a Birmingham. Aviat Mann va trobar feina com a aprenent d'enginyeria. Va assistir a reunions públiques dirigides per Annie Besant i John Bright, i això va impulsar la seva consciència política. Va completar el seu aprenentatge el 1877 i es va traslladar a Londres, però no va poder trobar feina com a enginyer i va realitzar una sèrie de treballs no qualificats.
El 1879, Mann va trobar feina en una empresa d'enginyeria. Allà va ser introduït al socialisme i va decidir millorar la seva pròpia educació. La seva lectura va incloure les obres de William Morris, Henry George i John Ruskin. El 1881 es va incorporar a la Amalgamated Society of Engineers i va participar en la seva primera vaga. El 1884 es va incorporar a la Federació Socialdemòcrata (SDF) a Battersea. Aquí va conèixer a John Burns i Henry Hyde Champion, que el van animar a publicar un fulletó que demanava que la jornada laboral es limités a vuit hores. Mann va formar una organització, la Lliga de les Vuit Hores, que va pressionar amb èxit al Congrés de Treballadors per adoptar la jornada de vuit hores com a objectiu prioritari.

## Dirigent obrer
Després de llegir el Manifest Comunista, el 1886, Mann es va convertir en un comunista. Ara creia que l'objectiu principal del moviment obrer havia de ser el derrocament del capitalisme, en comptes de millorar la condició dels treballadors. Es va traslladar a Newcastle el 1887 i va organitzar la SDF al nord d'Anglaterra. Va dirigir la campanya electoral de Keir Hardie a Lanark abans de tornar a Londres el 1888, on va treballar en suport de la vaga de la fàbrica de llumins Bryant and May. Amb Burns i Champion, va començar a editar una revista, el Labour Elector, el 1888.
Juntament amb Burns i Ben Tillett, Mann va ser una de les figures més destacades de la vaga del moll de Londres de 1889. Va ser l'encarregat d'organitzar el suport als vaguistes i a les seves famílies. Amb l'ajut d'altres sindicats i organitzacions diverses, la vaga va tenir èxit. Després de la vaga, Mann va ser elegit president de la recentment creada Dock, Wharf, Riverside and General Labourers, amb Tillett com a secretari general. Tillett i Mann van escriure un fulletó anomenat "Nou Unionisme", que va avançar l'ideal utòpic d'una cooperativa general i comuna. Mann també va ser elegit membre del London Labor Trade and Labor Council i va ser secretari de la National Reform Union, i membre de la Royal Commission on Labor del 1891 al 1893. El 1894 va ser membre fundador del Partit Laborista Independent i es va convertir en el secretari del partit el 1894. Va ser candidat, sense èxit, del partit a les eleccions generals de 1895. El 1896 va ser derrotat a les eleccions per a secretari de la Amalgamated Society of Engineers. Va ajudar a crear la Federació Internacional de Treballadors del Transport i en va ser el seu primer president. Va visitar diversos països europeus per organitzar-hi sindicats.
Les creences religioses de Mann eren tan fortes com les seves conviccions polítiques. Era anglicà i va organitzar el suport d'organitzacions cristianes com l'Exèrcit de Salvació als treballadors durant una sèrie de vagues. El 1893 hi havia rumors que volia convertir-se en sacerdot. Va defensar el model cooperatiu d'organització econòmica, però es va oposar l'aliança entre l'ILP i altres organitzacions socialistes britàniques, com els fabians.

## Austràlia i Liverpool
El 1902, Mann va emigrar a Austràlia per veure si el sistema electoral més ampli d'aquest país permetria una "modificació dràstica del capitalisme". Es va establir a Melbourne i va participar activament en sindicats australians i es va convertir en organitzador del Partit Laborista d'Austràlia. No obstant això, es va desil·lusionar amb el partit, creient que s'estava corrompent per la naturalesa del govern i només es preocupava de guanyar eleccions. Va considerar que els diputats obrers no van poder i no van voler canviar la societat, i el seu protagonisme dins del moviment era aturar-lo i obstruir el treball organitzat. Va renunciar a l'ALP i va fundar el Partit Socialista Victorià.
Tornant a Gran Bretanya el 1910, Mann va escriure The Way to Win, un fulletó on argumentava que el socialisme només es podia aconseguir a través del sindicalisme i la cooperació, i que la democràcia parlamentària era inherentment corrupta. Va fundar la Lliga d'Educació Sindicalista Industrial i va treballar com a organitzador de Ben Tillett. Va dirigir la vaga general del transport de Liverpool el 1911. El 1912 va ser condemnat per publicar un article a The Syndicalist, que era una "carta oberta als soldats britànics", instant-los a negar-se a disparar als vaguistes, però la seva pena de presó va ser anul·lada després de la pressió pública. Es va oposar a la participació britànica en la Primera Guerra Mundial per motius socialistes i religiosos i va participar en mítings pacifistes. El 1917 es va unir al successor de la Federació Socialdemòcrata, el Partit Socialista Britànic.

## La darrera etapa
El 1919, va tornar a presentar-se a les eleccions a secretari de la Amalgamated Society of Engineers, aquesta vegada amb èxit. Va ocupar el càrrec fins al 1921, quan es va jubilar a l'edat de seixanta-cinc anys. Va donar la benvinguda a la Revolució d'Octubre de Rússia el 1917 i al govern comunista i va demanar la formació de soviets al Regne Unit. El 1920 va ser un dels molts membres del Partit Socialista Britànic, inspirat per la Revolució, que va formar el Partit Comunista de Gran Bretanya. Mann va ser president del Bureau britànic de la Internacional Sindical Roja dels sindicats laborals i el seu successor, el National Minority Movement, des de la seva formació el 1921 fins al 1929.
Tom Mann va continuar liderant activament el socialisme, el comunisme i la cooperació fins a la seva mort el 1941. Va publicar fulletons i va dirigir reunions públiques a Gran Bretanya i a l'estranger. Va ser arrestat diverses vegades i va continuar sent una figura popular en el moviment obrer, atraient els grans públics a les concentracions i actes obrers. Durant la Guerra Civil espanyola, volia lluitar pel bàndol republicà, però era massa vell. Una unitat de les Brigades Internacionals, la Tom Mann Centuria, va ser anomenada en el seu honor.
Tom Mann va morir el 13 de març de 1941.